# Ruggero Tita
Ruggero Tita (Rovereto, 20 marzo 1992) è un velista italiano parte del team Luna Rossa per l'America's Cup e timoniere del team Red Bull Italy nel campionato SailGP.

## Biografia
Appartiene al Gruppo sportivo delle Fiamme Gialle.
È laureato in Ingegneria dell'Informazione e Gestione d'Impresa all'Università di Trento ed è appassionato di sport estremi come il kitesurf, surf, snowkite, freeride, speedfly, paraglide, snowboard e ski freestyle.

## Carriera
Appassionato di vela fin da giovanissimo, all'età di 12 anni entra nella squadra nazionale e conquista il titolo di campione italiano nella classe Optimist l'anno successivo. In seguito diventa campione europeo nella team race e campione svizzero open.
Dopo un breve periodo in classe 29er passa alla classe 49er, dove diventa pluricampione italiano. Vince numerose regate internazionali, con diversi risultati nella top ten ai mondiali ISAF Youth, venendo presto convocato nella squadra olimpica nazionale 49er. Nel 2015 vince la Olympic Week sul lago di Garda e successivamente ottiene il titolo di Campione Europeo Youth U23 e l'argento Mondiale nella stessa categoria.
Successivamente, con il prodiere Pietro Zucchetti, rappresenta l'Italia ai Giochi Olimpici di Rio de Janeiro 2016 nella classe 49er, dove termina in 14º posizione.
Dopo le olimpiadi brasiliane passa alla specialità del Catamarano Misto Nacra 17, regatando con la prodiera Caterina Marianna Banti e conquistando tra il 2017 ed il 2020 un bronzo e un oro ai Campionati Mondiali, tre titoli europei e quattro medaglie (due ori, un argento e un bronzo) in Coppa del Mondo. Dopo aver vinto l'Olympic Test Event arrivano a occupare il primo posto nel ranking mondiale. Nel 2021, sempre in coppia con Caterina Banti, viene selezionato dal direttore tecnico della Federazione Italiana Vela Michele Marchesini per gareggiare alle Olimpiadi di Tokyo 2020, tenutesi nell'estate 2021 a causa della pandemia di COVID-19. In Giappone la coppia conquista la medaglia d'oro, la prima in assoluto per una squadra mista italiana.
Nel 2022 - sempre insieme a Caterina Banti e sempre nella classe Nacra 17 - conquista ancora il titolo europeo ed il secondo oro mondiale, vincendo tredici regate su quindici nella seconda occasione. Velista Italiano dell'anno due volte consecutive e vincitore del premio Rolex World Sailor of the Year 2022 insieme a Caterina Banti.
Ha lavorato con il Team Luna Rossa Prada Pirelli nelle preparazioni per la 36ª e la 37ª edizione dell'America's Cup. Tra il 2023 ed il 2024 ha conquistato altri due ori mondiali nel Nacra 17, sempre in coppia con Caterina Banti.
Ai Giochi Olimpici di Parigi 2024, si riconferma campione olimpico in coppia con Caterina Banti nella Vela Nacra 17.
In occasione della prima tappa della stagione SailGP 2024, il circuito di regate su catamarani foil, viene presentato come timoniere ufficiale del team Red Bull Italy. 

## Palmarès
| Anno | Manifestazione                 | Sede                     | Classe   | Risultato    | Prodiere             | Circolo Velico                 |
| ---- | ------------------------------ | ------------------------ | -------- | ------------ | -------------------- | ------------------------------ |
| 2005 | Campionato Svizzero Open       | Svizzera                 | Optimist | 1º Oro       |                      | Circolo Vela Toscolano Maderno |
| 2005 | Campionato Europeo Team Race   | Berlino                  | Optimist | 1º Oro       |                      | Circolo Vela Toscolano Maderno |
| 2006 | Campionato del Mondo           | Lago di Garda - Brenzone | RS Feva  | 3º Bronzo    | Dalla Rosa Simone    | Circolo Vela Toscolano Maderno |
| 2007 | Campionato del Mondo           | Cagliari                 | Optimist | 21º          |                      | Circolo vela Barcola Grignano  |
| 2008 | Eurocup                        | Cavalaire                | 29er     | 4º           | Nicolas Piccinelli   | Compagnia della Vela Venezia   |
| 2008 | Eurocup                        | Kiel                     | 29er     | 6º           | Nicolas Piccinelli   | Compagnia della Vela Venezia   |
| 2008 | Campionato del Mondo ISAF      | Sorrento                 | 29er     | 10º          | Nicolas Piccinelli   | Compagnia della Vela Venezia   |
| 2008 | Campionato del Mondo ISAF      | Medemblik                | 29er     | 10º          | Nicolas Piccinelli   | Compagnia della Vela Venezia   |
| 2009 | Campionato Europeo             | Lago di Garda            | RS500    | 3º Bronzo    | Nicolò Fasioli       | Compagnia della Vela Venezia   |
| 2010 | Eurolymp                       | Lago di Garda            | 49er     | 6º           | Matteo Gritti        | Compagnia della Vela Venezia   |
| 2010 | Campionato Europeo             | Gydnia                   | 49er     | 10º          | Matteo Gritti        | Compagnia della Vela Venezia   |
| 2011 | Campionato del Mondo Giovanile | Travemunder              | 49er     | 6º           | Lorenzo Franceschini | Compagnia della Vela Venezia   |
| 2011 | Eurolymp                       | Lago di Garda            | 49er     | 5º           | Lorenzo Franceschini | Compagnia della Vela Venezia   |
| 2011 | Campionato Europeo             | Helsinki                 | 49er     | 2º Argento   | Matteo Gritti        | Compagnia della Vela Venezia   |
| 2012 | Campionato del Mondo Giovanile | Riva del Garda           | 49er     | 17º          | Gianluca Semeraro    | Compagnia della Vela Venezia   |
| 2012 | Campionato Europeo             | Riva del Garda           | 49er     | 7º           | Gianluca Semeraro    | Compagnia della Vela Venezia   |
| 2012 | Campionato del Mondo           | Zadar                    | 49er     | 3º Bronzo    | Gianluca Semeraro    | Compagnia della Vela Venezia   |
| 2013 | Campionato del Mondo Giovanile | Gydnia                   | 49er     | 17º          | Giacomo Cavalli      | Circolo vela Torbole           |
| 2014 | Sail Sydney Australia          | Sydney                   | 49er     | 2º Argento   | Giacomo Cavalli      | Circolo vela Torbole           |
| 2014 | Intergalatic Regatta           | Rio de Janeiro           | 49er     | 12º          | Giacomo Cavalli      | Circolo vela Torbole           |
| 2014 | Campionato Sud Americano       | Rio de Janeiro           | 49er     | 11º          | Giacomo Cavalli      | Circolo vela Torbole           |
| 2014 | Campionato del Mondo ISAF      | Santander                | 49er     | 23º          | Giacomo Cavalli      | Circolo vela Torbole           |
| 2014 | Campionato Europeo             | Helsinki                 | 49er     | 11º (Silver) | Giacomo Cavalli      | Circolo vela Torbole           |
| 2014 | Campionato del Mondo Giovanile | Aarhus                   | 49er     | 15º          | Giacomo Cavalli      | Circolo vela Torbole           |
| 2014 | Arenal Trophy                  | Palma del Majorca        | 49er     | 7º           | Giacomo Cavalli      | Circolo vela Torbole           |
| 2015 | North American Championship    | Clearwater               | 49er     | 4º           | Giacomo Cavalli      | Circolo vela Torbole           |
| 2015 | Regata Arenal                  | Palma del Majorca        | 49er     | 2º Argento   | Giacomo Cavalli      | Circolo vela Torbole           |
| 2015 | EUROSAF Olympic Week           | Riva del Garda           | 49er     | 1º Oro       | Giacomo Cavalli      | Circolo vela Torbole           |
| 2015 | Campionato Europeo             | Porto                    | 49er     | 16º          | Giacomo Cavalli      | Circolo vela Torbole           |
| 2015 | Campionato Europeo Giovanile   | Porto                    | 49er     | 1º Oro       | Giacomo Cavalli      | Circolo vela Torbole           |
| 2015 | Campionato del Mondo Giovanile | Flensburg                | 49er     | 2º Argento   | Giacomo Cavalli      | Circolo vela Torbole           |
| 2016 | North American Championship    | Clearwater               | 49er     | 26           | Pietro Zucchetti     | Fiamme Gialle                  |
| 2016 | European Championship          | Barcellona ESP           | 49er     | 10º          | Pietro Zucchetti     | Fiamme Gialle                  |
| 2016 | South American Championship    | Rio De Janeiro           | 49er     | 11º          | Pietro Zucchetti     | Fiamme Gialle                  |
| 2016 | Giochi Olimpici                | Rio De Janeiro           | 49er     | 14º          | Pietro Zucchetti     | Fiamme Gialle                  |
| 2017 | Asian Championship             | Shanghai                 | Nacra17  | 1º Oro       | Caterina Banti       | Fiamme Gialle                  |
| 2017 | Campionato del Mondo           | La Grande-Motte          | Nacra17  | 3º Bronzo    | Caterina Banti       | Fiamme Gialle                  |
| 2017 | Test Event                     | Aarhus                   | Nacra17  | 4º           | Caterina Banti       | Fiamme Gialle                  |
| 2017 | Campionato Europeo             | Kiel                     | Nacra17  | 1º Oro       | Caterina Banti       | Fiamme Gialle                  |
| 2018 | Campionato del Mondo           | Aarhus                   | Nacra17  | 1º Oro       | Caterina Banti       | Fiamme Gialle                  |
| 2018 | Campionato Europeo             | Gydnia                   | Nacra17  | 1º Oro       | Caterina Banti       | Fiamme Gialle                  |
| 2021 | Giochi Olimpici                | Tokyo                    | Nacra17  | 1º Oro       | Caterina Banti       | Fiamme Gialle                  |
| 2022 | Campionato Europeo             | Aarhus                   | Nacra17  | 1º Oro       | Caterina Banti       | Fiamme Gialle                  |
| 2022 | Campionato del Mondo           | Nova Scotia              | Nacra17  | 1º Oro       | Caterina Banti       | Fiamme Gialle                  |
| 2023 | Campionato del Mondo           | L'Aia                    | Nacra17  | 1º Oro       | Caterina Banti       | Fiamme Gialle                  |
| 2024 | Campionato del Mondo           | La Grande-Motte          | Nacra17  | 1º Oro       | Caterina Banti       | Fiamme Gialle                  |
| 2024 | Giochi Olimpici                | Parigi                   | Nacra17  | 1º Oro       | Caterina Banti       | Fiamme Gialle                  |

### Sailing World Cup
| Anno | Manifestazione                  | Sede             | Classe  | Risultato  | Prodiere             | Circolo Velico               |
| ---- | ------------------------------- | ---------------- | ------- | ---------- | -------------------- | ---------------------------- |
| 2010 | Sailing World Cup               | Weimouth         | 49er    | 8º         | Matteo Gritti        | Compagnia della Vela Venezia |
| 2010 | Sailing World Cup               | Hyeres           | 49er    | 4°         | Matteo Gritti        | Compagnia della Vela Venezia |
| 2011 | Sailing World Cup               | Palma de Majorca | 49er    | 2º Argento | Lorenzo Franceschini | Compagnia della Vela Venezia |
| 2011 | Sailing World Cup               | Hyeres           | 49er    | 43º        | Lorenzo Franceschini | Compagnia della Vela Venezia |
| 2012 | Sailing World Cup               | Palma de Majorca | 49er    | 2º Argento | Gianluca Semeraro    | Compagnia della Vela Venezia |
| 2013 | Sailing World Cup               | Marsiglia        | 49er    | 22º        | Giacomo Cavalli      | Circolo Vela Torbole         |
| 2014 | Sailing World Cup               | Miami            | 49er    | 26º        | Giacomo Cavalli      | Circolo Vela Torbole         |
| 2014 | Sailing World Cup               | Palma de Majorca | 49er    | 13º        | Giacomo Cavalli      | Circolo Vela Torbole         |
| 2014 | Sailing World Cup               | Melbourne        | 49er    | 8º         | Giacomo Cavalli      | Circolo Vela Torbole         |
| 2014 | Sailing World Cup               | Hyeres           | 49er    | 18º        | Giacomo Cavalli      | Circolo Vela Torbole         |
| 2014 | Sailing World Cup - Grand Final | Abu Dhabi        | 49er    | 17º        | Giacomo Cavalli      | Circolo Vela Torbole         |
| 2014 | Sailing World Cup               | Melbourne        | 49er    | 8º         | Giacomo Cavalli      | Circolo Vela Torbole         |
| 2015 | Sailing World Cup               | Miami            | 49er    | 15º        | Giacomo Cavalli      | Fiamme Gialle                |
| 2015 | Sailing World Cup               | Weimouth         | 49er    | 13º        | Giacomo Cavalli      | Fiamme Gialle                |
| 2015 | Sailing World Cup               | Hyeres           | 49er    | 27º        | Giacomo Cavalli      | Fiamme Gialle                |
| 2016 | Sailing World Cup               | Miami            | 49er    | 9º         | Pietro Zucchetti     | Fiamme Gialle                |
| 2016 | Sailing World Cup               | Palma de Majorca | 49er    | 12º        | Pietro Zucchetti     | Fiamme Gialle                |
| 2016 | Sailing World Cup               | Weimouth         | 49er    | 8°         | Pietro Zucchetti     | Fiamme Gialle                |
| 2016 | Sailing World Cup               | Hyeres           | 49er    | 15º        | Pietro Zucchetti     | Fiamme Gialle                |
| 2017 | Sailing World Cup               | Palma De Majorca | Nacra17 | 8°         | Caterina Banti       | Fiamme Gialle                |
| 2017 | Sailing World Cup               | Hyeres           | Nacra17 | 4°         | Caterina Banti       | Fiamme Gialle                |
| 2017 | Sailing World - Cup Final       | Santander        | Nacra17 | 4°         | Caterina Banti       | Fiamme Gialle                |
| 2018 | Trofeo Princesa Sofia           | Palma De Majorca | Nacra17 | 1º Oro     | Caterina Banti       | Fiamme Gialle                |
| 2018 | Sailing World Cup               | Hyeres           | Nacra17 | 1º Oro     | Caterina Banti       | Fiamme Gialle                |
| 2018 | Sailing World - Cup Final       | Marseille        | Nacra17 | 1º Oro     | Caterina Banti       | Fiamme Gialle                |

### Campionati nazionali
| Anno | Manifestazione                                 | Sede               | Classe   | Risultato  | Prodiere             | Circolo Velico                 |
| ---- | ---------------------------------------------- | ------------------ | -------- | ---------- | -------------------- | ------------------------------ |
| 2005 | Campionato Italiano                            | Italia (bandiera)  | Optimist | 1º Oro     |                      | Circolo Vela Toscolano Maderno |
| 2006 | Campionato Italiano                            | Italia (bandiera)  | Optimist | 4º         |                      | Circolo Vela Toscolano Maderno |
| 2007 | Trofeo Campobasso                              | Napoli             | Optimist | 1º         |                      | Circolo vela Barcola Grignano  |
| 2007 | WinterCup                                      | Marsala            | Optimist | 2º         |                      | Circolo vela Barcola Grignano  |
| 2007 | Selezioni Nazionali                            |                    | Optimist | 3º         |                      | Circolo vela Barcola Grignano  |
| 2007 | Campionato Italiano                            | Italia (bandiera)  | 29er     | 1º Oro     | Takuya Gamboni       | Circolo vela Barcola Grignano  |
| 2008 | Regata Nazionale                               | Campione del Garda | 29er     | 1º         | Nicolas Piccinelli   | Compagnia della Vela Venezia   |
| 2008 | Regata Nazionale: Qualificazioni Mondiali ISAF | Italia (bandiera)  | 29er     | 10º        | Nicolas Piccinelli   | Compagnia della Vela Venezia   |
| 2008 | Regata Nazionale                               | Trieste            | 29er     | 1º         | Nicolas Piccinelli   | Compagnia della Vela Venezia   |
| 2008 | Campionato Italiano                            | Italia (bandiera)  | 29er     | 2º Argento | Nicolas Piccinelli   | Compagnia della Vela Venezia   |
| 2008 | Campionato Italiano Classi Olimpiche           | Italia (bandiera)  | 49er     | 3º Bronzo  | Nicolas Piccinelli   | Compagnia della Vela Venezia   |
| 2009 | Regata Nazionale                               | Palermo            | 49er     | 3º         | Nicolò Fasioli       | Compagnia della Vela Venezia   |
| 2009 | Regata Nazionale                               | Anzio              | 49er     | 3º         | Nicolò Fasioli       | Compagnia della Vela Venezia   |
| 2009 | Campionato Italiano Classi Olimpiche           | Italia (bandiera)  | 49er     | 4º         | Nicolò Fasioli       | Compagnia della Vela Venezia   |
| 2010 | Campionato Italiano Classi Olimpiche           | Italia (bandiera)  | 49er     | 1º Oro     | Matteo Gritti        | Compagnia della Vela Venezia   |
| 2010 | Coppa Italia FIV                               | Italia (bandiera)  | 49er     | 1º         | Matteo Gritti        | Compagnia della Vela Venezia   |
| 2010 | Regata Nazionale                               | Lovere             | 49er     | 1º         | Matteo Gritti        | Compagnia della Vela Venezia   |
| 2010 | Regata Nazionale                               | Campione del Garda | 49er     | 2º         | Matteo Gritti        | [ Compagnia della Vela Venezia |
| 2010 | Regata Nazionale                               | Dongo              | 49er     | 2º         | Matteo Gritti        | Compagnia della Vela Venezia   |
| 2010 | Regata Nazionale                               | Punta Ala          | 49er     | 1º         | Matteo Gritti        | Compagnia della Vela Venezia   |
| 2010 | Campionato Italiano OPEN                       | Italia (bandiera)  | Moth     | 5º         |                      | Compagnia della Vela Venezia   |
| 2011 | Regata Nazionale                               | Dongo              | 49er     | 1º         | Lorenzo Franceschini | Compagnia della Vela Venezia   |
| 2012 | Campionato Italiano Classi Olimpiche           | Italia (bandiera)  | 49er     | 2º Argento | Gianluca Semeraro    | Compagnia della Vela Venezia   |
| 2013 | Campionato Italiano Classi Olimpiche           | Italia (bandiera)  | 49er     | 4º         | Giacomo Cavalli      | Circolo Vela Torbole           |
| 2017 | Campionato Italiano Classi Olimpiche           | Loano              | 49er     | 1º Oro     | Pietro Zucchetti     | Fiamme Gialle                  |
| 2016 | Campionato Italiano Classi Olimpiche           | Formia             | Nacra17  | 2º Argento | Caterina Banti       | Fiamme Gialle                  |
| 2018 | Campionato Italiano Classi Olimpiche           | Genova             | Nacra17  | 1º Oro     | Caterina Banti       | Fiamme Gialle                  |

### Meeting & Festival
| Anno | Manifestazione                                         | Classe   | Risultato | Prodiere           | Circolo Velico                |
| ---- | ------------------------------------------------------ | -------- | --------- | ------------------ | ----------------------------- |
| 2007 | Meeting del Mediterraneo                               | Optimist | 1º        |                    | Circolo vela Barcola Grignano |
| 2007 | Meeting del Garda                                      | Optimist | 4º        |                    | Circolo vela Barcola Grignano |
| 2008 | Skiff Festival                                         | 29er     | 2º        | Nicolas Piccinelli | Compagnia della Vela Venezia  |
| 2008 | Long Distance Fitz Carraldo - Tempo Reale e Compensato | 49er     | 1º        | Nicolas Piccinelli | Compagnia della Vela Venezia  |
| 2008 | Skiff Festival                                         | 49er     | 1º        | Nicolas Piccinelli | Compagnia della Vela Venezia  |

## Opere
- Foil. Formazione, successi e progetti del timoniere medaglia d'oro a Tokyo 2020, con Fabio Colivicchi, Nutrimenti Mare, 2022, ISBN 88-65-94911-2.